# Łakno
Łakno – wieś w Polsce położona w województwie kujawsko-pomorskim, w powiecie włocławskim, w gminie Chodecz.
| SIMC    | Nazwa   | Rodzaj    |
| ------- | ------- | --------- |
| 1033585 | Działki | część wsi |

W latach 1975–1998 miejscowość administracyjnie należała do województwa włocławskiego.